# SAO 20575
SAO 20575 (BD+60 2522 / TYC 4279-1582-1) es la estrella central de la nebulosa Burbuja (NGC 7635), situada en la constelación de Casiopea.
Al no figurar en el catálogo Henry Draper, es comúnmente conocida por su número de catálogo SAO y Bonner Durchmusterung.
Observaciones realizadas con el Far Ultraviolet Spectroscopic Explorer (FUSE) muestran que es la estrella responsable de iluminar la región H II S162, y que su viento estelar ha limpiado algo del material dentro de ella dando lugar a una envoltura esferoidal.
De magnitud aparente +8,70, SAO 20575 es una estrella azul —catalogada como gigante en la base de datos SIMBAD— de tipo espectral O6.5. Puede tener una temperatura efectiva de 37.500 K y una masa comprendida entre 9 y 20 masas solares. Diversos estudios dan valores para su velocidad de rotación proyectada de 214 y 178 km/s respectivamente; aunque su período de rotación no es bien conocido, determinadas líneas espectrales varían con un «período» de 2,94 días, que bien pudiera estar relacionado con la rotación estelar.
No existe unanimidad en cuanto a la distancia a la que se encuentran NGC 7635 y SAO 20575 respecto al Sistema Solar. Mientras que unas fuentes las sitúan a 7100 años luz, otras fuentes reseñan una distancia mayor, en torno a 11.000 años luz; en este último caso, su luminosidad correspondería a 600.000 veces la del Sol y su magnitud absoluta sería de -6,3.